# Sala de conciertos (Friburgo de Brisgovia)
La sala de conciertos (nombre local: Konzerthaus) de Friburgo de Brisgovia, Baden-Wurtemberg, Alemania, es un lugar especial para conciertos y eventos de todo tipo. Fue inaugurada el 28 de junio de 1996. Tiene una superficie útil en el interior de 2.500 m² y un total de 1.800 asientos.